# 什里帕德·阿姆里特·丹吉
‌

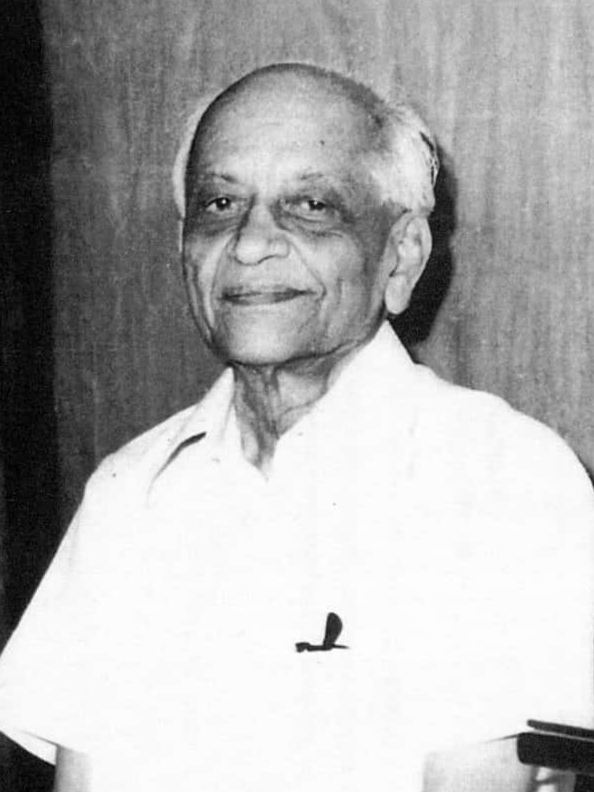
什里帕德·阿姆里特·丹吉

什里帕德·阿姆里特·丹吉（1899年10月10日—1991年5月22日）是印度的一个政治人物、工会活动家，为印度共产党的创始人之一，曾任印度共产党主席、人民院议员。
他出生于英属印度孟买管辖区卡兰贾冈（今属马哈拉施特拉邦）的一个婆罗门家庭；他的父亲在孟买担任政府官员，是该地区的大地主，住在卡兰贾冈的一所像宫殿一样的房子里。1925年，他在坎普尔参与创建印度共产党。他因从事共产主义和工会活动多次被殖民当局逮捕，累计服刑达13年之久。印度独立后，印度共产党内部在中苏交恶、中印边境战争以及如何看待印度国民大会党等问题上产生重大分歧，最终导致1964年导致印度共产党的重大分裂，分裂派系成立的印度共产党（马克思主义）在成员数量和选举表现上都更为强劲。丹吉一直担任印度共产党主席，直至1978年因其支持印度国民大会党及时任总理英迪拉·甘地的政治路线受到多数党员反对而被罢免。1981年，他被印度共产党开除党籍；随后，他加入全印共产党，之后又加入印度联合共产党。晚年时，他在印度共产主义运动中日益边缘化。
他还是一位著名的作家，是印度第一份社会主义周刊《社会主义者》的创始人。他在马哈拉施特拉邦的建立过程中发挥了重要作用。